# 4-ヒドロキシベンゾニトリル
4-ヒドロキシベンゾニトリル（英: 4-Hydroxybenzonitrile）は、ベンゼン環の1位と4位にそれぞれニトリル基とヒドロキシ基が結合した有機化合物である。なお、ベンゼン環の水素が1つヒドロキシ基に置換された化合物をフェノールと呼ぶため、4-シアノフェノールとも称する。

## 用途
有機合成化学の原料となる。液晶の原料となる他、ベンゼン環のうちヒドロキシ基の両隣の炭素に結合した水素が、いずれもヨウ素に置換された化合物はアイオキシニル、いずれも臭素に置換された化合物はブロモキシニルと呼ばれ、それらは除草剤として利用される。

## 法規制
日本の毒物及び劇物取締法では、劇物に区分される。